# 羽田浩二 (外交官)
羽田 浩二（はねだ こうじ、1956年 - ）は、日本の外交官。2012年（平成24年）10月23日からイラン駐箚特命全権大使。2015年（平成27年）10月20日から国際貿易・経済担当特命全権大使。2017年（平成29年）9月5日からフィリピン駐箚特命全権大使。2022年（令和4年）から2025年日本国際博覧会政府代表。

## 経歴・人物
1956年生まれ、鹿児島県出身。1979年（昭和54年）東京大学法学部を卒業し、外務省に入省する。米国フレッチャー法律外交大学院修士課程修了、1982年-1984年フィリピン在勤。
経済局、北米局、外務大臣秘書官事務取扱、1990年-1993年在英国日本国大使館一等書記官、1994年-1996年在インド日本国大使館参事官、1996年経済局WTO交渉担当室長、1998年北米局北米第二課長などを歴任。
2000年4月北米局北米第一課課長、2001年11月から国際連合日本政府代表部公使（政務部長）。2007年（平成19年）外務省大臣官房長補佐、同年外務省北米局参事官、2008年（平成20年）外務省大臣官房審議官兼北米局審議官、2009年（平成21年）7月に外務省大臣官房審議官兼総合外交政策局審議官（国連担当大使）、2010年（平成22年）8月20日、内閣府国際平和協力本部事務局長。2012年（平成24年）9月、外務省大臣官房付きを経て、2012年（平成24年）10月23日からイラン駐箚特命全権大使。2015年（平成27年）10月20日から特命全権大使（国際貿易・経済担当）。2017年（平成29年）9月5日からフィリピン駐箚特命全権大使。2021年（令和3年）1月12日から近鉄グループホールディングス特別顧問。2022年（令和4年）2025年日本国際博覧会政府代表〔大使〕。

## 同期
（　）は現在の役職
- 平松賢司（外務省総合外交政策局長）
- 田良原政隆（駐エルサルバドル大使）
- 北岡元（エディンバラ総領事）
- 横井裕（駐トルコ大使）
- 花谷卓治（駐フィジー・バヌアツ・キリバス・ツバル・ナウル大使）
- 伊原純一（外務省アジア大洋州局長）
- 山口壯（衆議院議員）
- 大江博（内閣官房内閣審議官）
- 宮川眞喜雄（駐マレーシア大使）
- 廣木重之（駐南アフリカ大使）
- 長谷川晋（ストラスブール総領事）
- 小林弘裕（アフリカにおける地域経済共同体・平和・安全保障担当大使）
- 堀江良一（元駐スーダン大使）
- 西岡淳（駐ジブチ大使）
- 小川正史（駐ネパール大使）
- 礒部博昭（駐パナマ大使）
- 西村篤子（駐ルクセンブルク大使）
- 大澤勉（駐カメルーン大使）